# Mitwirkungsverzögerungsgeld
Das Mitwirkungsverzögerungsgeld ist eine in § 200a Absatz 2 AO geregelte steuerliche Nebenleistung, die vom Finanzamt gegen einen Steuerpflichtigen festgesetzt wird, wenn dieser einem sogenannten qualifizierten Mitwirkungsverlangens nicht nachgekommen ist.

## Hintergrund
Im Rahmen des Besteuerungsverfahrens ist der Steuerpflichtige grundsätzlich zur Mitwirkung am Verfahren verpflichtet, beispielsweise indem er Rückfragen beantwortet und in seinem Besitz befindliche Unterlagen offenlegt. Im Rahmen einer steuerlichen Außenprüfung kann das Finanzamt ein sogenanntes qualifiziertes Mitwirkungsverlangen (§ 200a Absatz 1 AO) an den Steuerpflichtigen richten und ihn zur Vornahme einer bestimmten Mitwirkungshandlung auffordern. Kommt der Steuerpflichtige diesem Verlangen nicht oder nicht hinreichend innerhalb eines Monats nach, muss das Finanzamt ein Mitwirkungsverzögerungsgeld festsetzen.

## Voraussetzungen, Rechtsfolge und Zuschlag
Die Voraussetzungen der Festsetzung eines Mitwirkungsverzögerungsgeldes sind in § 200a Absatz 1 und 2 AO geregelt. Demnach muss die Finanzbehörde zunächst ein qualifiziertes Mitwirkungsverlangen an den Steuerpflichtigen richten, in dem sie ihn zu einer bestimmten Mitwirkungshandlung mittels eines schriftlichen oder elektronischen Verwaltungsaktes auffordert. Ein qualifiziertes Mitwirkungsverlangen ist frühestens nach Ablauf von sechs Monaten seit der Bekanntgabe der Anordnung der Außenprüfung möglich. Der Steuerpflichtige hat daraufhin grundsätzlich einen Monat Zeit, die Mitwirkungshandlung vorzunehmen. Eine Verlängerung kommt nur in begründeten Einzelfällen in Betracht. Kommt er der Aufforderung nicht oder nicht hinreichend nach, muss die Finanzbehörde ein Mitwirkungsverzögerungsgeld festsetzen. Ihr steht dabei kein Ermessen zu. Die Festsetzung muss aber unterbleiben, wenn der Steuerpflichtige glaubhaft macht, dass die Verzögerung schuldlos erfolgte. Das Mitwirkungsverzögerungsgeld beträgt gemäß § 200a Absatz 2 AO für jeden vollen Kalendertag der Mitwirkungsverzögerung 75,- EUR, wobei es höchstens für 150 Kalendertage festzusetzen ist. Der Höchstbetrag beträgt somit 11.250,- EUR. Die Mitwirkungsverzögerung endet mit Vornahme der Mitwirkungshandlung oder mit dem Ablauf des Tages der Schlussbesprechung im Rahmen der Außenprüfung. Die Festsetzung erfolgt durch Verwaltungsakt, gegen den der Rechtsweg gegeben ist. Es handelt sich um eine steuerliche Nebenleistung im Sinne von § 3 Absatz 4 Nr. 3a AO.
In bestimmten Fällen gestattet das Gesetz zusätzlich die Festsetzung eines Zuschlages in Höhe von 25.000,- EUR pro Kalendertag zum Mitwirkungsverzögerungsgeld. Dies ist nach § 200a Absatz 3 Nr. 1 AO der Fall, wenn in den vorhergegangenen fünf Jahren schon einmal ein Mitwirkungsverzögerungsgeld gegen den Steuerpflichtigen festgesetzt worden und nunmehr "zu befürchten ist, dass der Steuerpflichtige ohne einen Zuschlag zum Mitwirkungsverzögerungsgeld" dem qualifizierten Mitwirkungsverlangen nicht nachkommt. Zudem kann der Zuschlag auch dann festgesetzt werden, wenn der Steuerpflichtige aufgrund seiner wirtschaftlichen Leistungsfähigkeit ohne einen Zuschlag dem qualifizierten Mitwirkungsverlangen nicht nachkommt.

## Gesetzgebungsverfahren und Verhältnis zum Verzögerungsgeld
Das Mitwirkungsverzögerungsgeld wurde durch Artikel 3 Nummer 22 des Gesetzes zur Umsetzung der Richtlinie (EU) 2021/514 des Rates vom 22. März 2021 zur Änderung der Richtlinie 2011/16/EU über die Zusammenarbeit der Verwaltungsbehörden im Bereich der Besteuerung und zur Modernisierung des Steuerverfahrensrechts vom 20. Dezember 2022 neu geschaffen. Es kann erstmals seit dem 1. Januar 2025 festgesetzt werden. Schon zuvor gab es mit dem Verzögerungsgeld nach § 146 Absatz 2c AO ein ähnliches Instrument. Dieses ist seit dem 1. Januar 2025 nur noch auf den Bereich der Verlagerung der elektronischen Buchführung in das Ausland anwendbar.

## Verhältnis zum Steuerstrafverfahren
Nach der Vorstellung des Gesetzgebers hat das Mitwirkungsverzögerungsgeld eine Doppelfunktion: Einerseits soll es die hypothetischen Mehrkosten der Finanzverwaltung, die durch die Mtwirkungsverzögerung entstehen, pauschalisieren und dem Steuerpflichtigen auferlegen. Andererseits soll es den Steuerpflichtigen zur zeitnahen Erfüllung von Mitwirkungspflichten anhalten und fungiert insoweit als Druckmittel. Letzteres kann im Konflikt mit einem Aussageverweigerungsrecht des Steuerpflichtigen im Strafverfahren stehen. Während der Steuerpflichtige im Besteuerungsverfahren grundsätzlich zur Mitwirkung verpflichtet bleibt, muss er sich im Strafverfahren nicht selbst belasten. Für die in § 328 AO geregelten Zwangsmittel löst die Rechtsordnung diesen Konflikt, indem der Steuerpflichtige im Besteuerungsverfahren zwar formal zur Mitwirkung verpflichtet bleibt, die Mitwirkung aber nicht erzwungen werden kann (§ 393 Absatz 1 Satz 2 AO). Ein Teil der rechtswissenschaftlichen Fachliteratur ist der Ansicht, dass dieser Gedanke auf das Mitwirkungsverzögerungsgeld übertragen werden muss, und deswegen die Festsetzung eines Mitwirkungsverzögerungsgeldes bei Sachverhalten, für die zugleich ein steuerstrafrechtliches Ermittlungsverfahren läuft, unzulässig ist. Eine höchstrichterliche Klärung steht noch aus.

## Auswirkungen auf die Festsetzungsverjährung
Steuerbescheide können nur innerhalb der Festsetzungsfrist geändert oder erlassen werden. Diese beträgt gemäß § 169 Absatz 2 Nummer 2 AO für die meisten Steuerarten grundsätzlich vier Jahre. Der Ablauf der Festsetzungsfrist ist aber gehemmt, wenn eine steuerliche Außenprüfung stattfindet. Diese Ablaufhemmung beträgt maximal fünf Jahre. Wenn ein Mitwirkungsverzögerungsgeld festgesetzt wurde, verlängert sich die Ablaufhemmung nach § 171 Absatz 4 Satz 3 AO allerdings um Zeit der Mitwirkungsverzögerung, jedoch mindestens um ein Jahr. Dies gilt sogar dann, wenn die Verpflichtung aus dem qualifizierten Mitwirkungsverlangen unmöglich ist und der Steuerpflichtige nicht unverzüglich auf die Unmöglichkeit hingewiesen hat (§ 200a Absatz 4 Satz 3 AO).
Die Festsetzungsfrist verlängert sich zudem, wenn der Steuerpflichtige sich gegen das qualifizierte Mitwirkungsverlangen oder die Festsetzung eines Mitwirkungsverzögerungsgeldes Rechtsschutz sucht auf den Zeitpunkt, an dem eine unanfechtbare Entscheidung über den Rechtsbehelf des Steuerpflichtigen ergeht (§ 200a Absatz 5 AO). Dabei ist unerheblich, ob das Rechtsmittel des Steuerpflichtigen erfolgreich war oder nicht. Ein Teil der rechtswissenschaftlichen Fachliteratur erkennt darin eine Verkürzung der in Artikel 19 Absatz 4 GG geregelten Rechtsschutzgarantie des Grundgesetzes und hält dies für verfassungswidrig. Eine höchstrichterliche Klärung steht noch aus.